# Styphnolobium
Genre
Classification phylogénétique
Styphnolobium est un genre de plantes à fleurs dicotylédones de la famille des Fabaceae, sous-famille des Faboideae, qui comprend environ huit espèces acceptées. Ce sont de petits arbres ou des arbustes originaires d'Asie de l'Est et d'Amérique centrale. Ce genre était auparavant inclus dans une interprétation plus large du genre Sophora. 

## Étymologie
Le nom générique, Styphnolobium, est un terme forgé à partir de deux racines grecques :  στρυφνός (struphnós) « acide, aigre, astringent » ou στύφω (stúphō) « contracter, resserrer », et λοβός (lobós) « cosse, capsule, gousse », en référence au goût de la pulpe des gousses fraîches,.

## Caractéristiques générales
Les feuilles sont composées pennées, avec 9 à 21 folioles, et les fleurs forment des grappes pendantes similaires à celles du robinier. Les fruits sont des gousses qui contiennent les graines.

## Distribution et habitat
Les espèces du genre Styphnolobium ont une aire de répartition disjointe qui s'étend d'une part en Asie de l'Est : Chine, et d'autre part dans le centre du continent américain :  Colombie, Costa Rica, Salvador, Mexique (centre et sud), Nicaragua.
Elles ont été introduites par la culture dans de nombreux pays d'Europe, d'Asie et d'Afrique 
Ces plantes sont originaires de l'ancien continent du Gondwana.

## Taxinomie
Les espèces du genre Styphnolobium diffèrent des Sophora en ce qu'il leur manque la capacité de former des symbioses avec les Rhizobiums (bactéries fixatrices d'azote) sur leurs racines. Elles diffèrent aussi du genre apparenté Calia (fèves de mescal) car elles ont des feuilles caduques et des fleurs sur des racèmes axillaires, pas terminaux. Une autre différence entre le genre Styphnolobium et les genres précédents réside dans le fait que les graines contiennent des galactomannanes comme réserve de polysaccharides, alors qu'il s'agit d'arabino-galactanes dans le cas des Sophora et d'amyloïdes dans celui des Calia.

### Liste d'espèces
Selon The Plant List (18 décembre 2018) :
- Styphnolobium burseroides M. Sousa, Rudd & González Medrano, Francisco
- Styphnolobium caudatum M.Sousa & Rudd
- Styphnolobium conzattii (Standl.) M. Sousa & Rudd
- Styphnolobium japonicum (L.) Schott
- Styphnolobium monteviridis M. Sousa & Rudd
- Styphnolobium parviflorum M. Sousa & Rudd
- Styphnolobium protantherum M. Sousa & Rudd
- Styphnolobium sporadicum M. Sousa & Rudd

### Styphnolobium affine(Torr. & A. Gray) Walp.
Styphnolobium affine (Pois corail, ou Collier d'Ève ; syn. Sophora affinis), est originaire du Sud des États-Unis. On le trouve au Texas, dans l'Oklahoma, dans l'Arkansas et en Louisiane. C'est un grand arbuste ou un petit arbre, atteignant 5 à 7 m de haut, avec des fleurs blanches ou violet pâle.

### Styphnolobium japonicum(L.) Schott

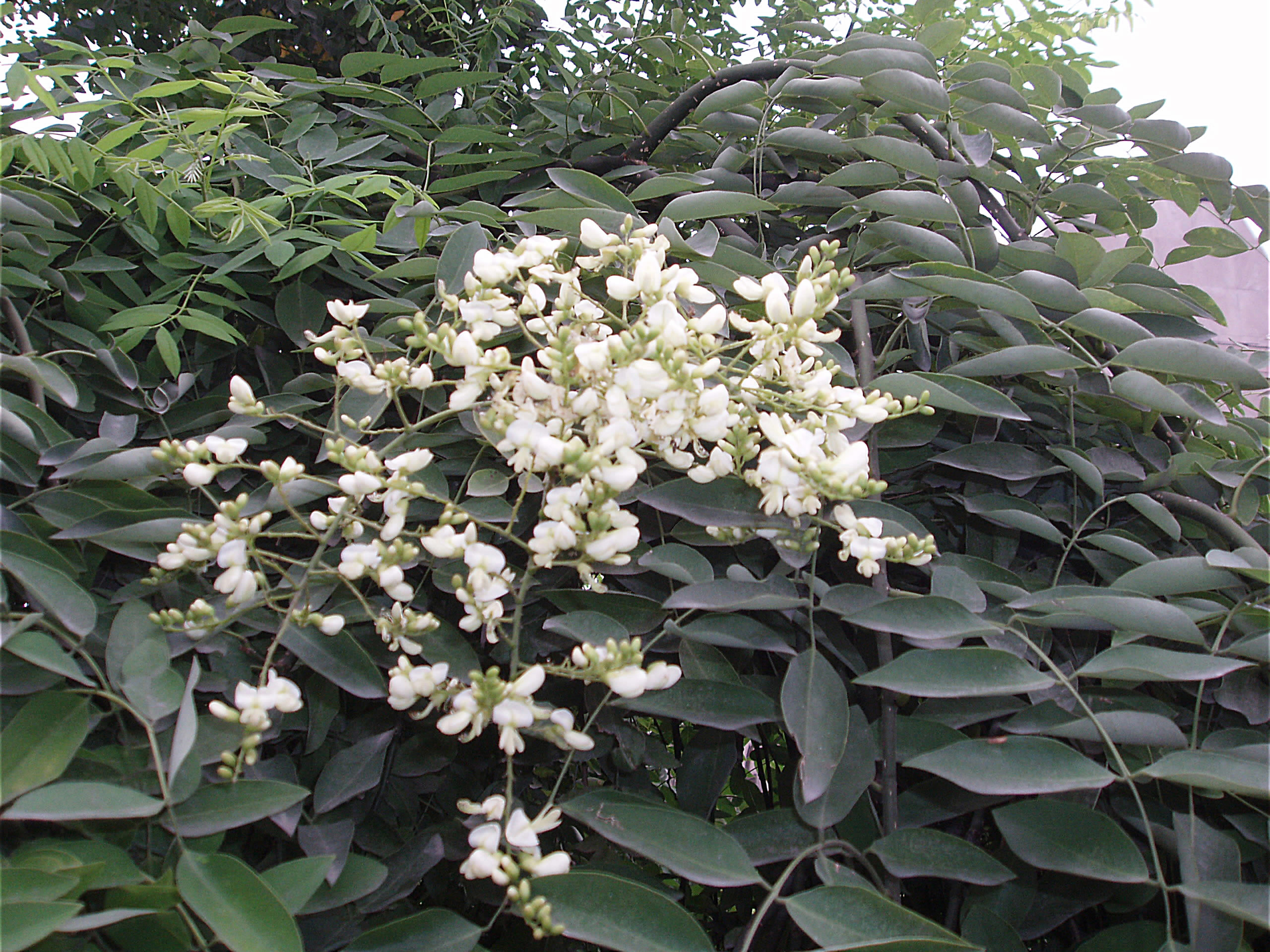
Fleurs d'arbre des pagodes.

#### Origine et diffusion
Styphnolobium japonicum (L.) Schott, (Arbre des pagodes, érudit chinois, arbre des pagodes japonais ; syn. Sophora japonica L., Sophora korolkowii Dieck, Sophora sinensis Forrest) est originaire d'Asie de l'Est (principalement de Chine, où il pousse dans des bosquets et forêts, sur les pentes des montagnes caillouteuses). L'Érudit chinois coupable était un arbre des pagodes historique du Parc Jinshang, à Beijing, auquel le dernier empereur de la dynastie Ming, Chongzhen, s'est pendu en 1644. Contrairement à ce que pourrait laisser croire le nom de Styphnolobium japonicum, l'arbre n'est pas originaire du Japon, où il a été introduit. Le nom d'« arbre des pagodes » tient son origine du grand nombre de ces arbres plantés près des temples bouddhistes. Un bel exemple d'arbre des pagodes pleureur (Styphnolobium japonicum 'Pendula' ) peut être vu aux Blithewold Mansion, Gardens and Arboretum (États-Unis). Alors que l'arbre est introduit en Grande-Bretagne, en 1753, par le célèbre pépiniériste James Gordon, les Jardins botaniques royaux de Kew conservent un spécimen datant des alentours de 1760, situé près de la pagode construite en 1761. C'est le dernier survivant des cinq arbres plantés alors, qui furent les premiers cultivés dans l'île, et sont connus sous le nom de « Vieux Lions ». Compte tenu qu'elle est fréquemment plantée dans les jardins d'ornement, l'espèce n'est pas considérée comme menacée.

#### Description

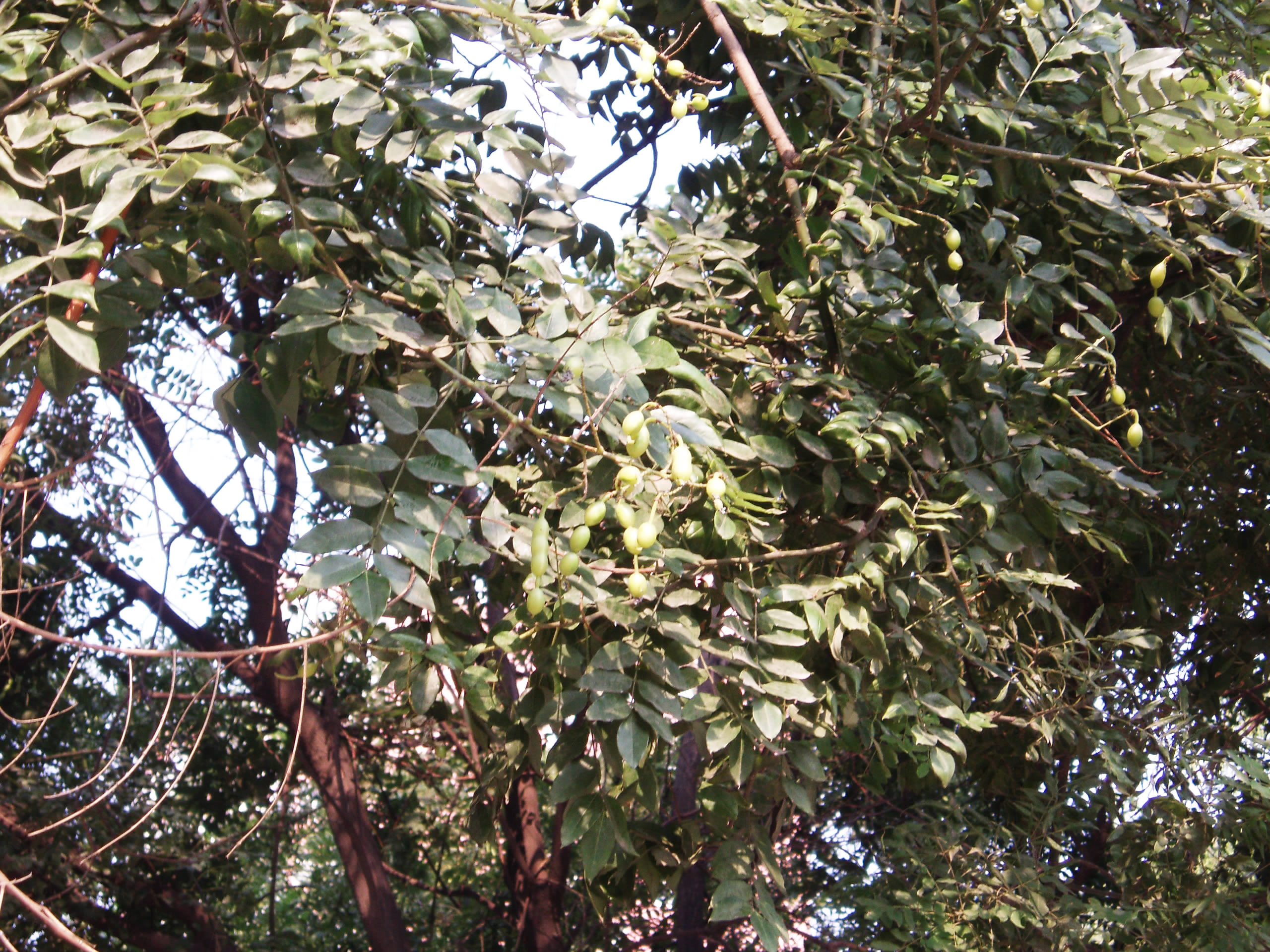
Arbre des pagodes (Styphnolobium japonicum), feuilles et fruits.

C'est un arbre d'ornement très apprécié en Europe, en Amérique du Nord et en Afrique du Sud. Il est cultivé pour ses fleurs (panicules) blanc crème, qui éclosent en fin d'été, lorsque la plupart des autres arbres à fleurs ont depuis longtemps fini de fleurir. Il peut devenir un grand arbre, de 15 à 25 m de haut, avec un port équilibré et une couronne assez large. Il fournit un bois brun foncé à grain fin. Les branches commencent très bas sur le tronc, lorsqu'on cultive en plein air, mais l'arbre peut former un grand tronc lisse. Les branches sont vert moyen brillant, avec des lenticelles plus claires et des nœuds érigés. Les feuilles laissent une cicatrice en forme de U profond, entourant les bourgeons, petits et bruns. Il n'y a pas de véritable bourgeon terminal. 
L'écorce des arbres adultes est gris-brun et ressemble, comme celle des frênes, à du carton ondulé, se divisant en crêtes et en sillons, ces derniers le plus souvent longs et verticaux. Le bois, dans les sillons, est brun rougeâtre. Les feuilles, alternes, longues de 15 à 25 cm, sont pennées et composées de 7 à 17 folioles ovales à ovoïdales, entièrement marginées, vertes sur le dessus et légèrement plus claire en dessous. Les fleurs, ressemblant à celles des pois, ont un peu plus de 1 cm de long et sont de couleur blanc crème, formant des panicules terminales voyantes. Ses fruits, vert-jaunâtre devenant brun clair à maturité, ont de 3 à 20 cm de long, sont glabres et en forme de collier et contiennent 1 à 8 graines, entre lesquelles la gousse est comprimée. Ils mûrissent au début de l'automne et persistent tout l'hiver.
Styphnolobium japonicum ne semble pas fleurir dans sa jeunesse. Normalement, la floraison commence seulement quand l'arbre atteint 30 à 40 ans. Les vieux arbres fleurissent facilement, surtout après des étés chauds. La plupart des fleurs tombent rapidement, pour former un tapis blanc et dense sur le sol. L'arbre des  pagodes de Kew fleurit en septembre, alors que dans sa Chine natale Styphnolobium japonicum fleurit en août-septembre et fructifie en octobre-novembre.

#### Chimie

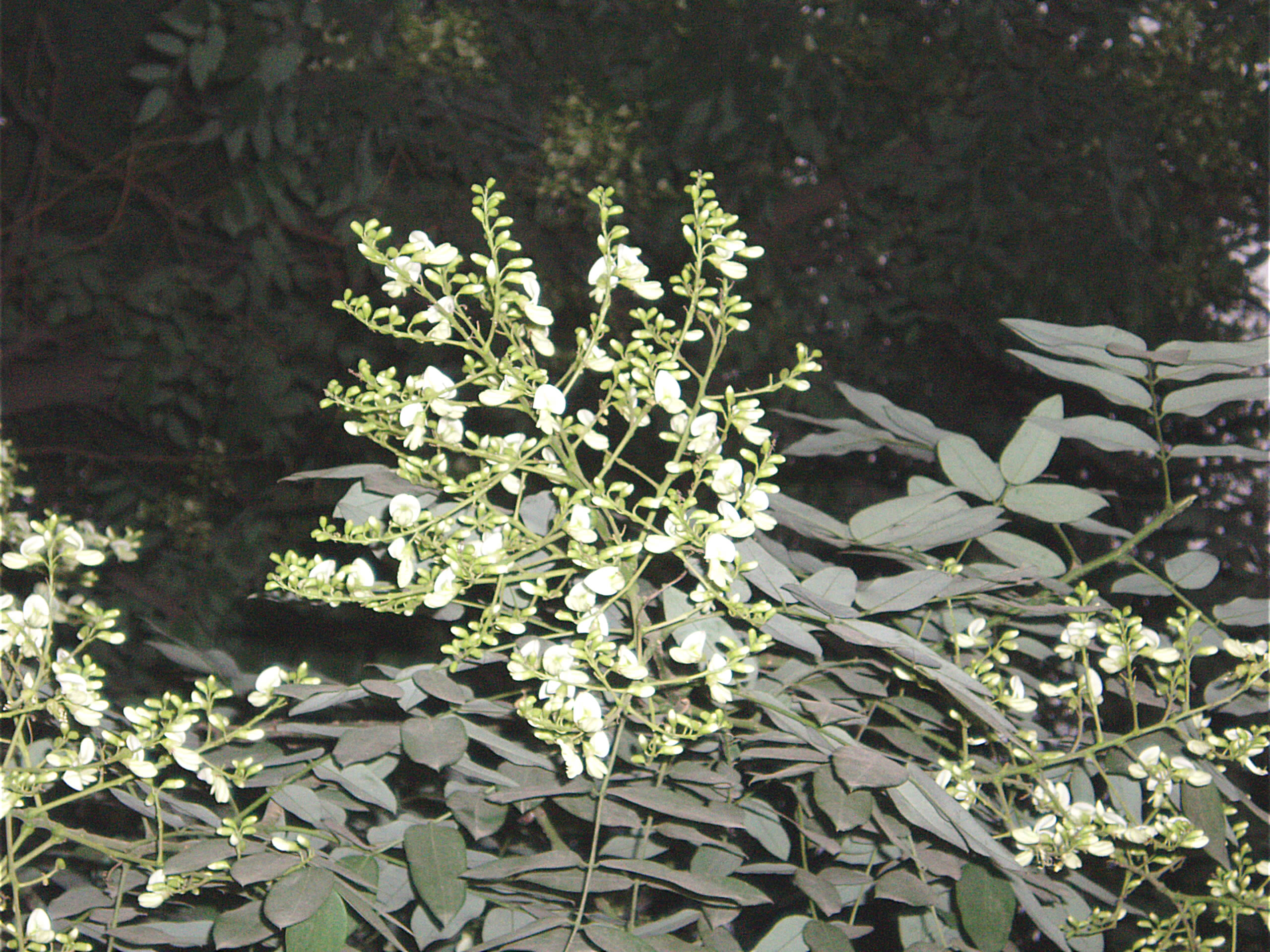
Fleurs de Styphnolobium japonicum.

En 1938, un diholoside, isomère du saccharose (sucre de table), a été isolé à partir de gousses pas encore mûres de cet arbre, et nommé sophorose. Depuis, le sophorose a été trouvé dans de nombreuses plantes. En 2009, une équipe de biochimistes britanniques a identifié, par chromatographie en phase liquide, deux nouveaux glycosides du kaempférol dans les fruits et graines de cette espèce. De même, la présence du kaempférol 3-O-β-glucopyranosyl(1 → 2)[α-rhamnopyranosyl(1 → 6)]-β-glucopyranoside-7-O-α-rhamnopyranoside et du kaempférol 3-O-β-glucopyranosyl(1 → 2)[α-rhamnopyranosyl(1 → 6)]-β-galactopyranoside-7-O-α-rhamnopyranoside a été établie, ce dernier étant le principal flavonoïde présent dans les graines parvenues à maturité. Dans les fleurs et les boutons de fleurs, le principal flavonoïde est la rutine, ce qui permet de différencier les fleurs et boutons de Styphnolobium japonicum (L.) Schott de ceux de Sophora flavescens Ait., qui leur sont parfois substitués en médecine traditionnelle chinoise.

### Styphnolobium monteviridis
Styphnolobium monteviridis est une espèce originaire d'Amérique centrale.

## Utilisations

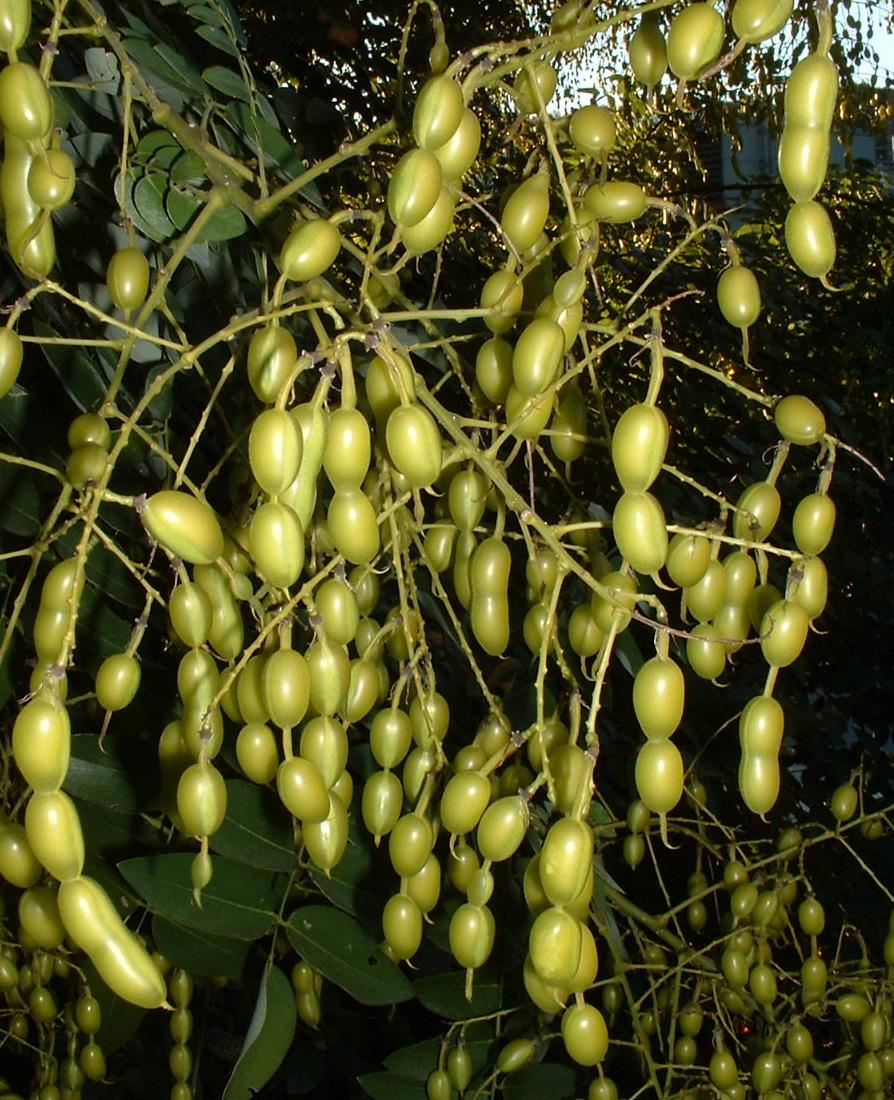
Gousses.

L'arbre des pagodes est largement utilisé comme plante ornementale et dans la fabrication de bonsais. Le cultivar 'Pendula' est planté en pots, car il ne pousse que très lentement.
S. japonicum (en chinois : 槐, en pinyin : huái, anciennement Sophora japonica) est une des 50 plantes fondamentales de la médecine traditionnelle chinoise. Il a des propriétés abortives, antibactériennes, anticholestérolémiques, anti-inflammatoires, Antispasmodiques, diurétiques, émétiques, émollientes, fébrifuges, hypotensives, purgatives, styptiques et toniques. Les feuilles et les fleurs sont comestibles mais les gousses sont toxiques. Les fruits et graines séchés sont connus sous le nom de Fructus Sophorae ou Huaijiao. Les boutons floraux, nommés Huai Mi, et les fleurs, appelées Huai Hua portent aussi l'appellation collective Flos Sophorae. Malgré leurs puissantes propriétés purgatives, des extraits des feuilles et des fruits étaient autrefois utilisées en Chine pour falsifier l'opium.
Le bois de l'arbre des pagodes est un bois dur, utilisé pour les meubles et la construction. Des colorants jaune et gris, extraits des gousses, ont été utilisés dans l'industrie de la soie et dans le batik.

## Illustrations

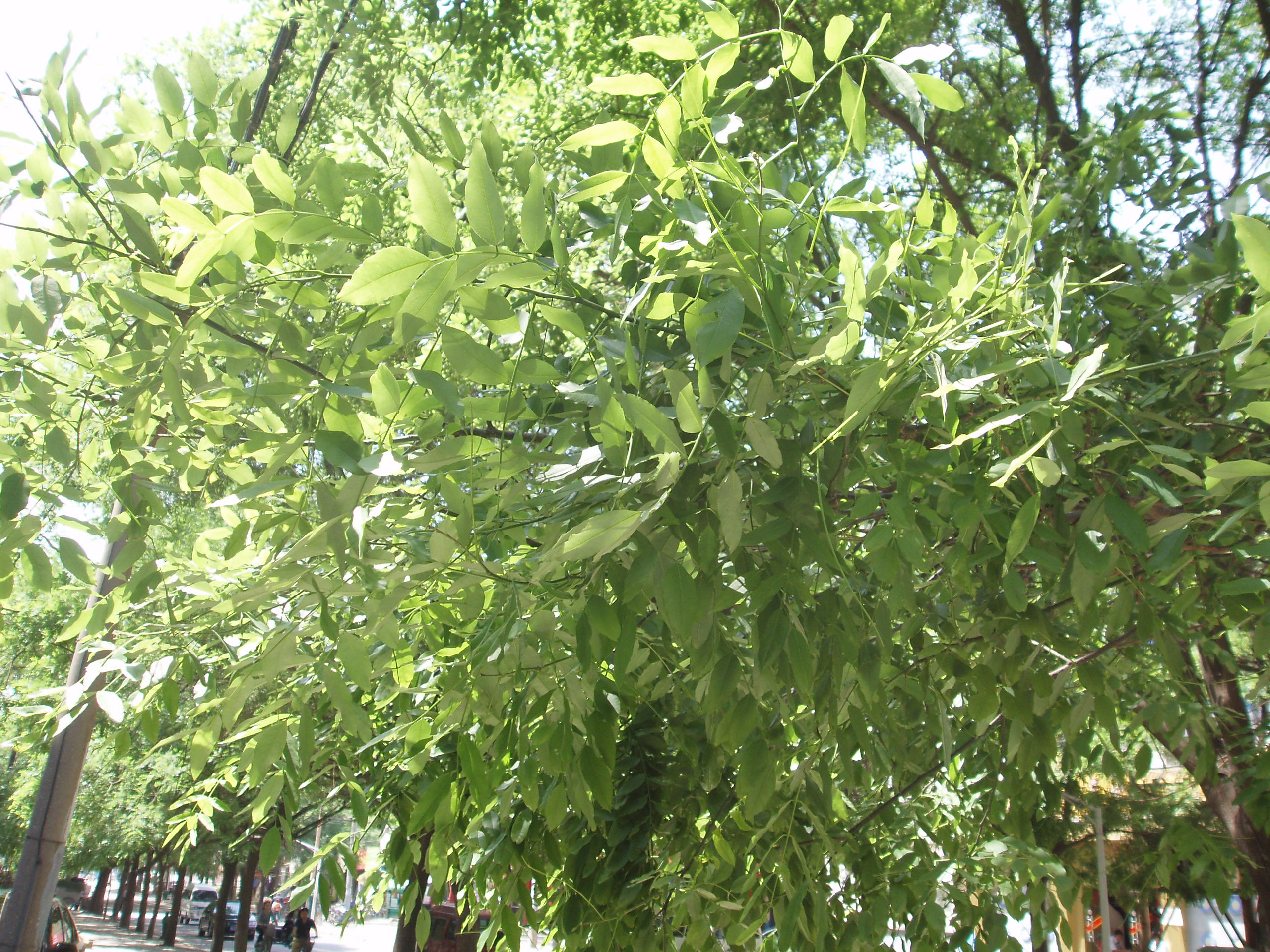
Feuillage.
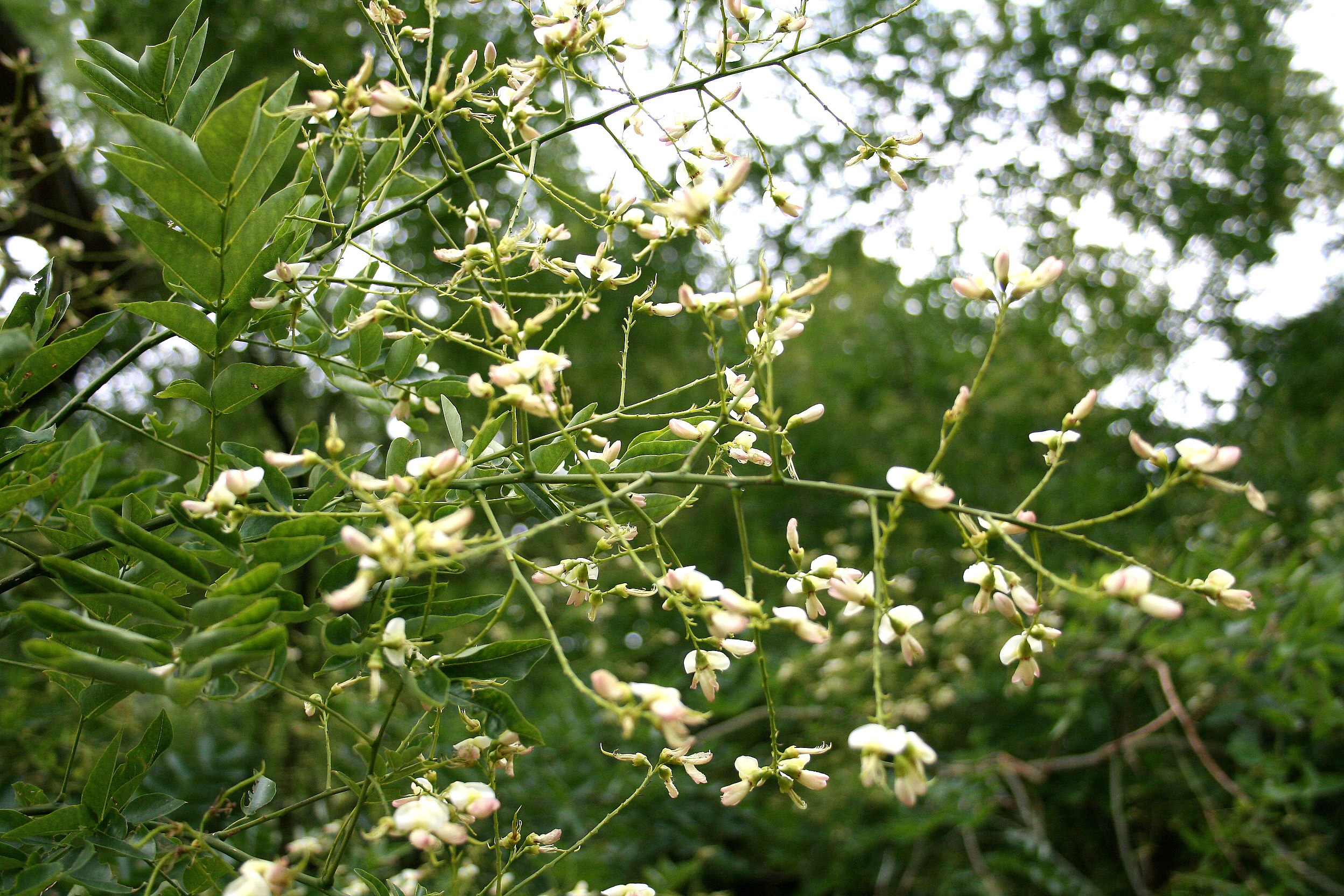
Feuilles et fleurs de Styphnolobium japonicum.
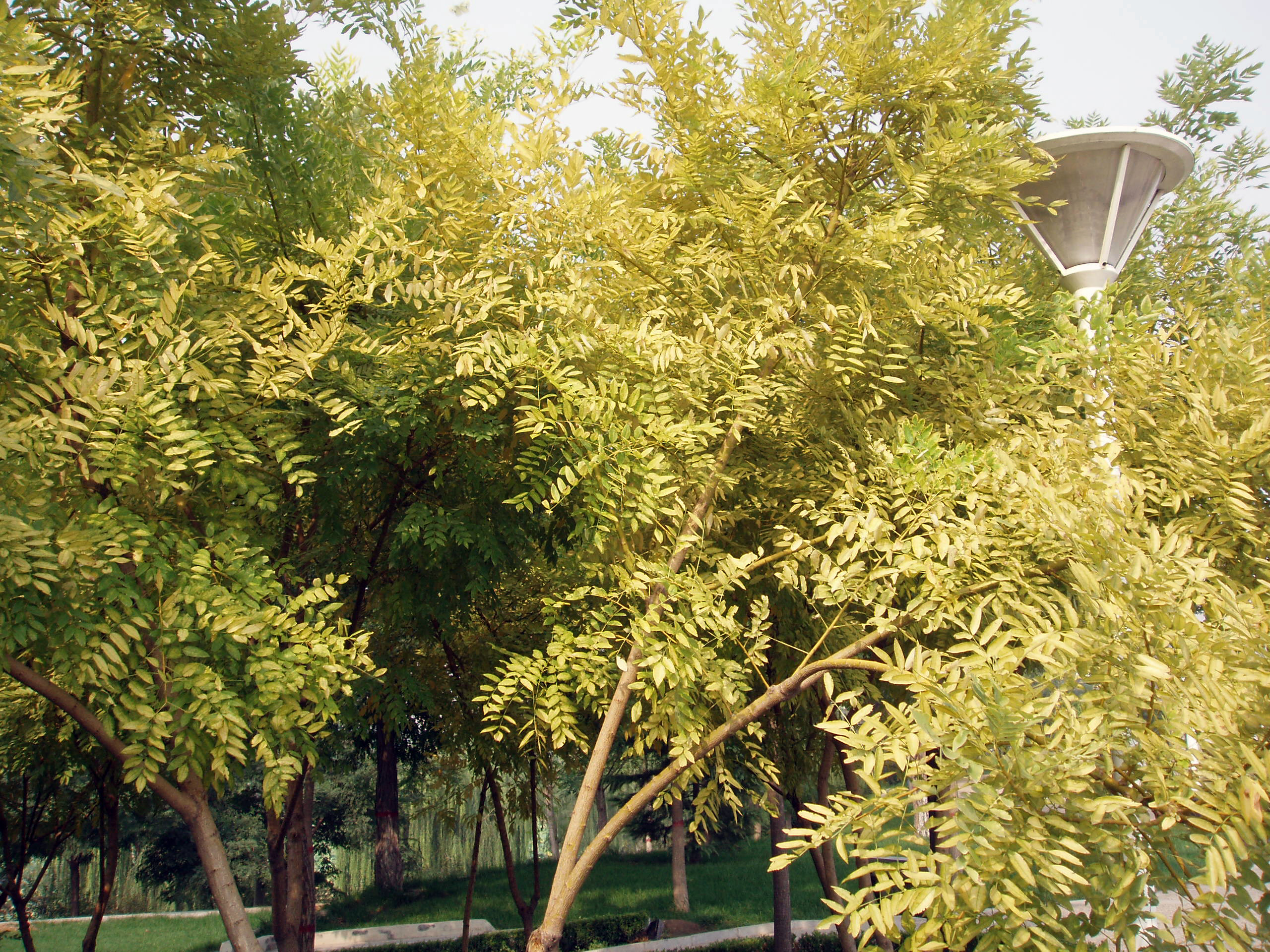
Styphnolobium japonicum - cultivar 'Flavi-rameus'.
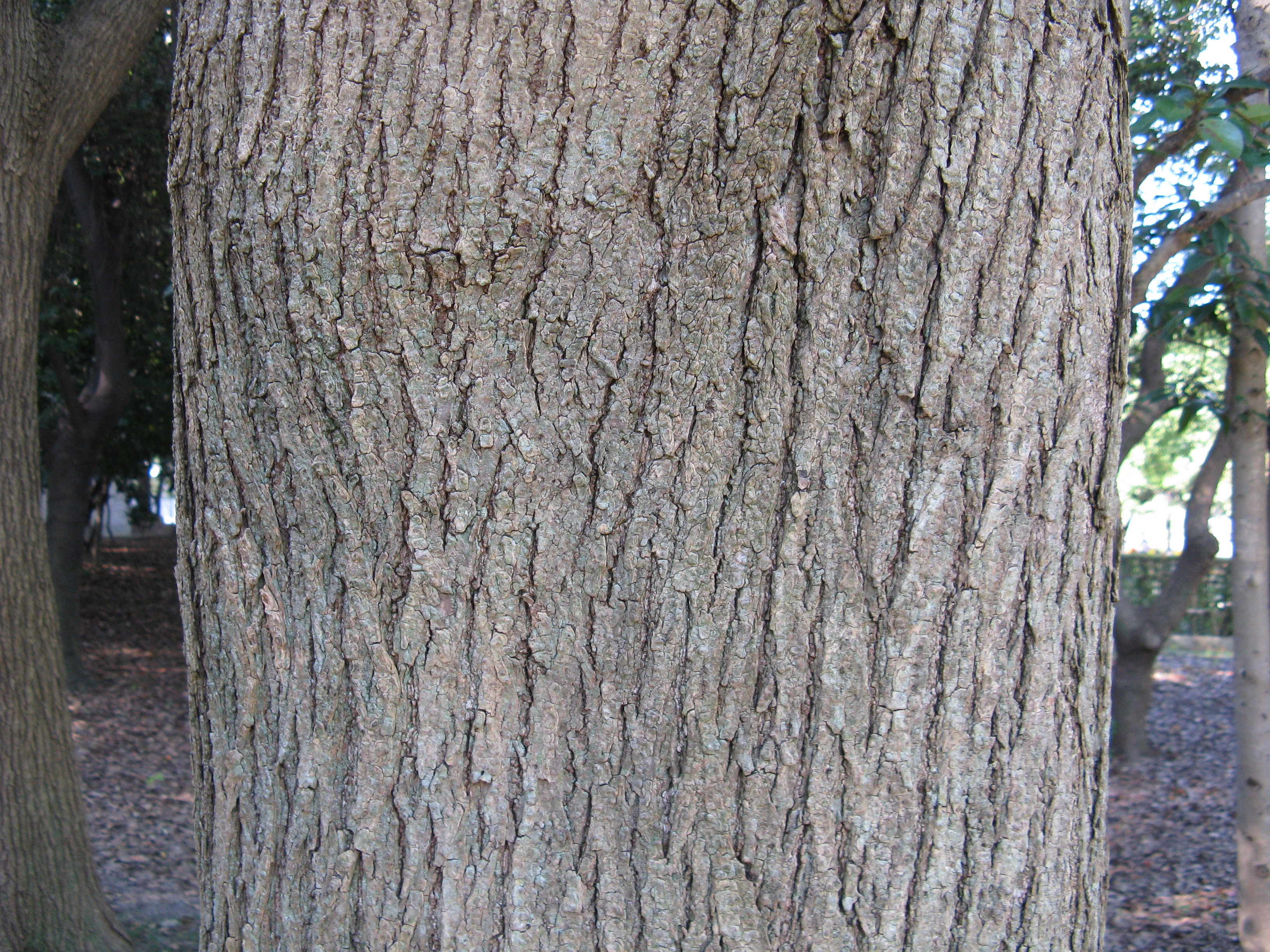
Styphnolobium japonicum.
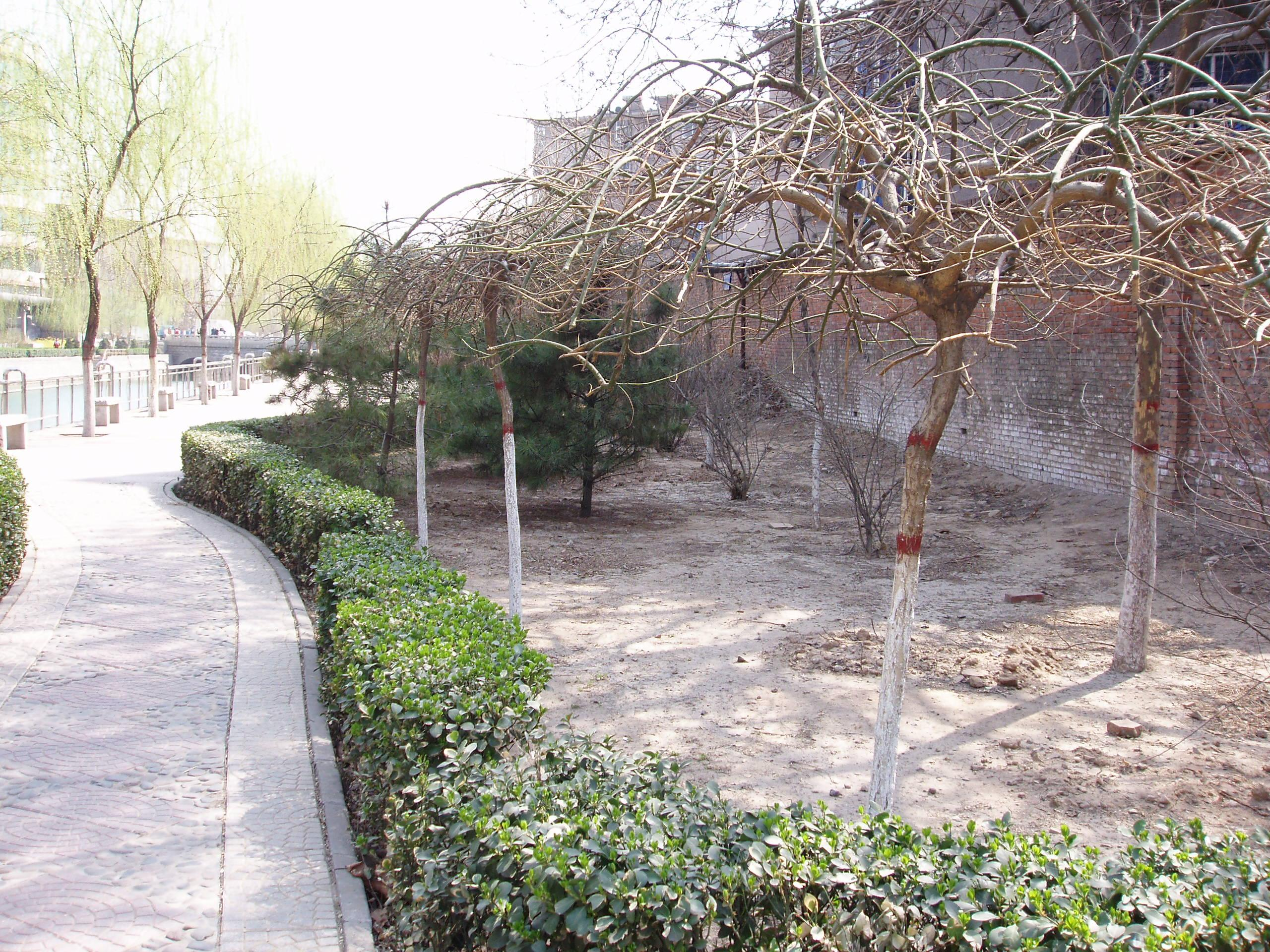
Styphnolobium japonicum - cultivar 'Pendula'.
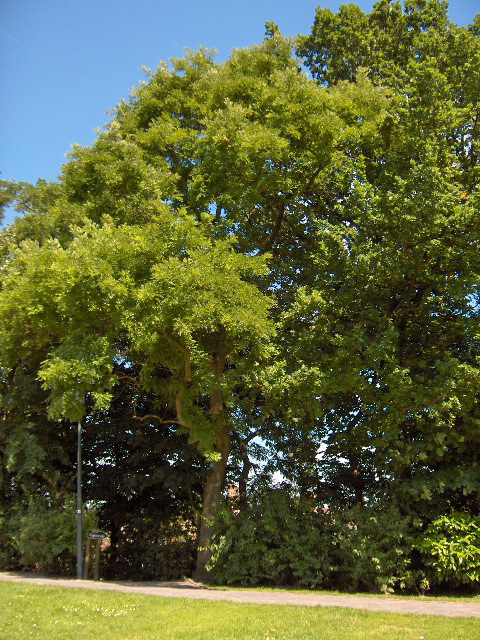
Styphnolobium japonicum.
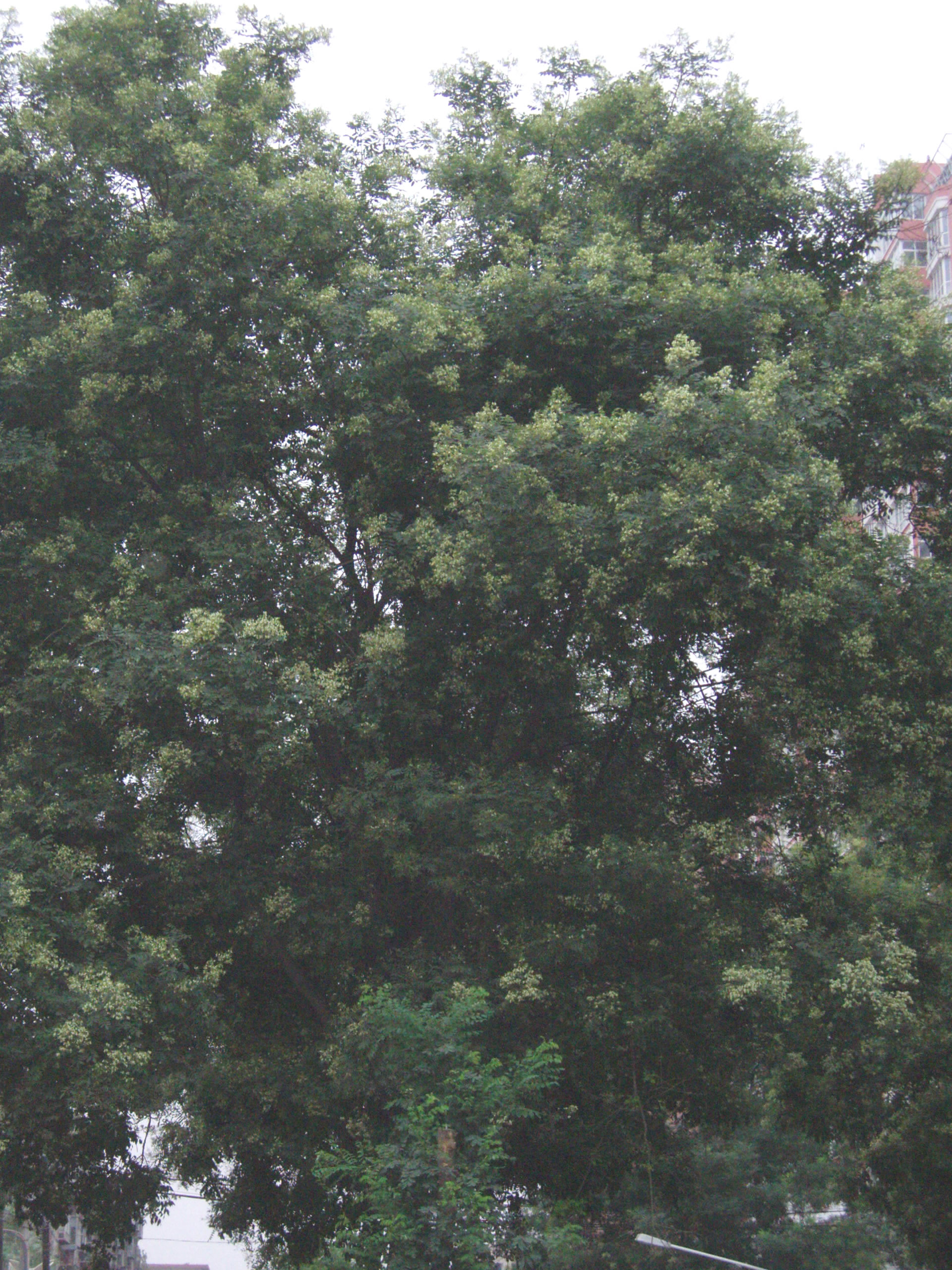
Styphnolobium japonicum en fleurs.
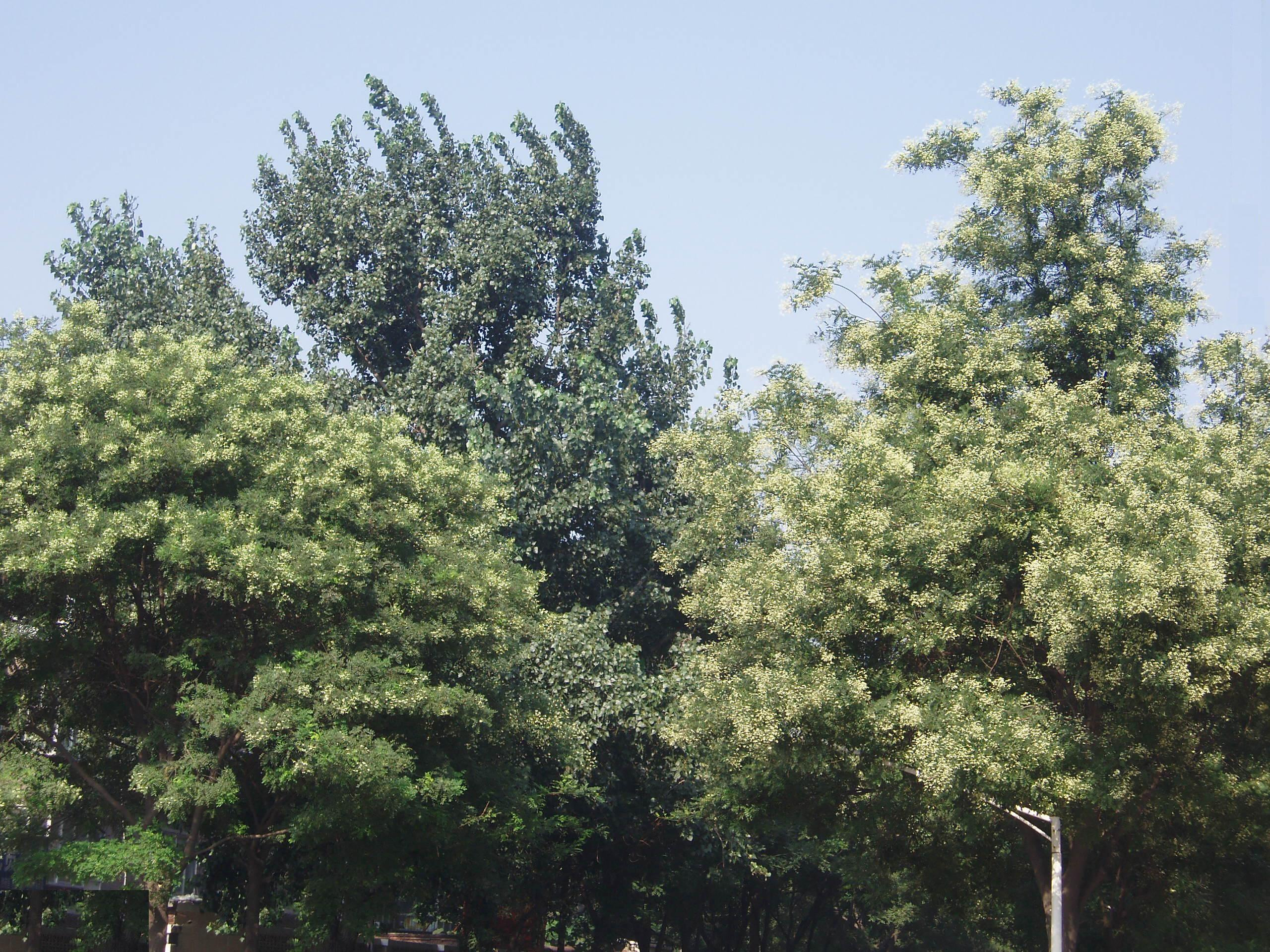
Styphnolobium japonicum en fleurs.

### Bibliographie

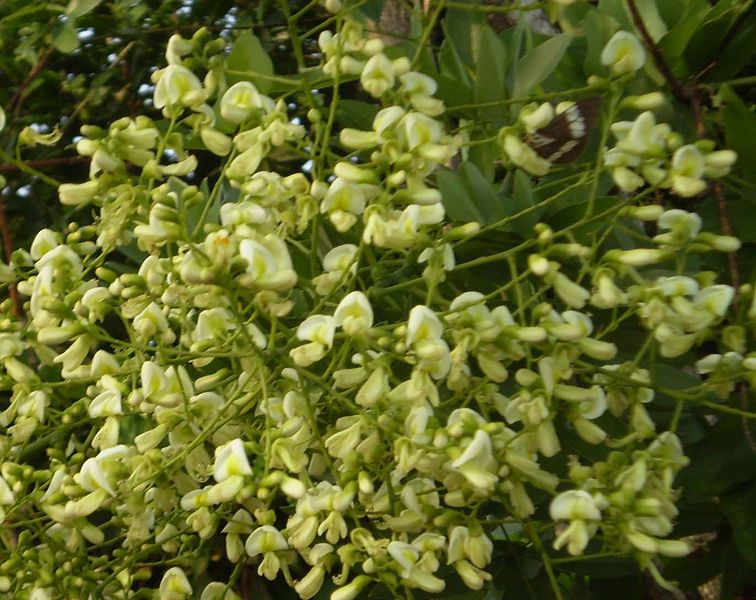
Fleurs de Styphnolobium japonicum.

### Liens externes

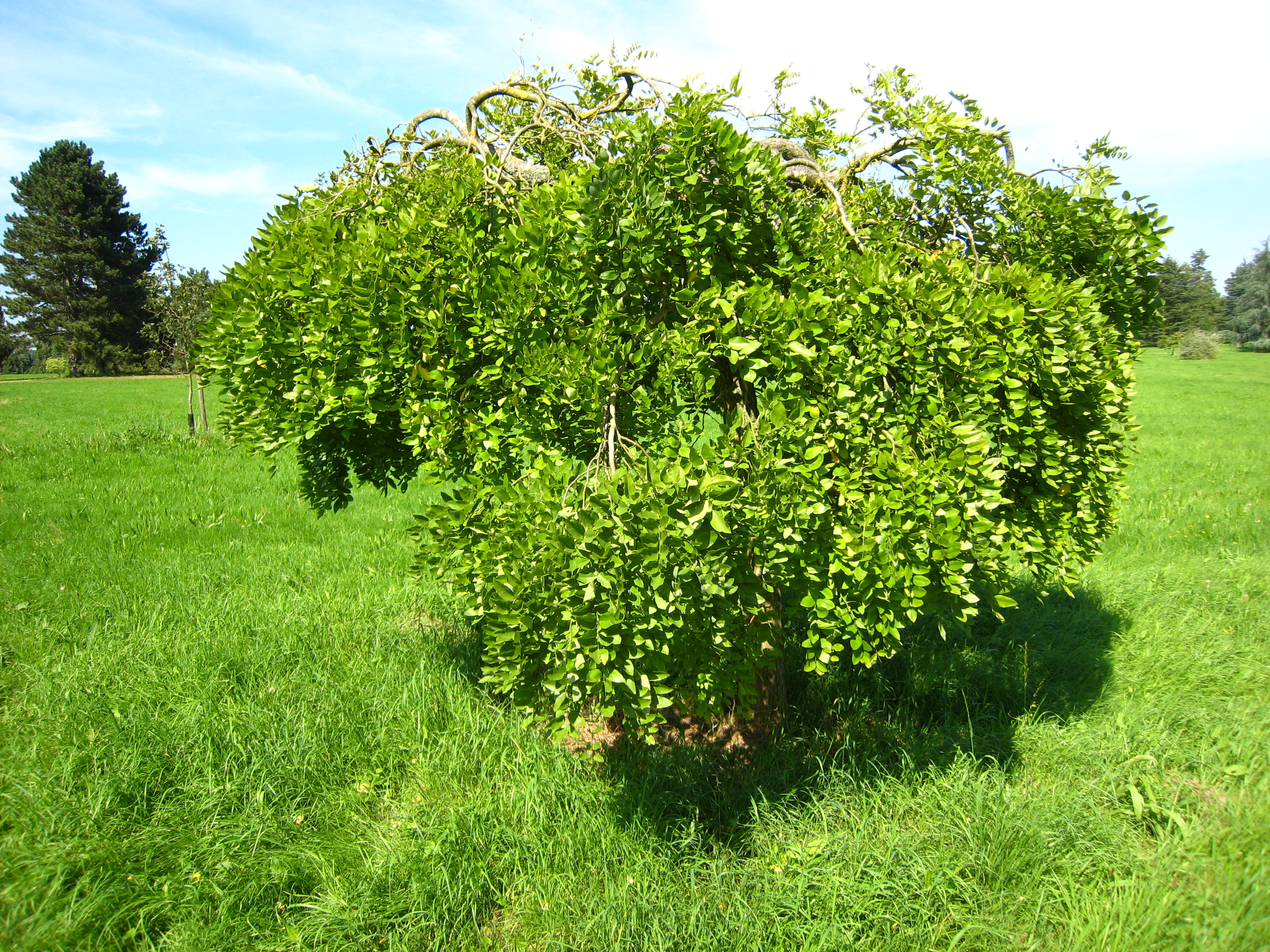
Styphnolobium japonicum 'Pendula'.